# 佐藤洋太
佐藤 洋太（さとう ようた、1984年4月1日 - ）は、日本の元プロボクサー。第34代日本スーパーフライ級王者。元WBC世界スーパーフライ級王者。協栄ボクシングジム所属。岩手県盛岡市出身。担当トレーナーは新井史朗。岩手県立盛岡南高等学校卒業。東北学院大学中退。

## 人物
旧姓は「千葉」。祖母の友人夫妻と養子縁組を結んだ関係で「佐藤」に改姓。
既婚で、3人の息子を持つ父親でもある。
趣味はスケートボード（キャリア15年）、将棋、ゼニガメの飼育。また読書家の一面もあり、日本タイトル防衛戦直前の控え室で馳星周『不夜城』を読みふけりトレーナーに呆れられたこともある。
WBC世界スーパーフライ級王座獲得翌日の2012年3月28日、記者会見のためにジムへ向かう途中、警察官に呼び止められ職務質問を受けるハプニングに遭った。明るく染めた頭髪、ジャージ姿、前日の試合で顔は腫れ気味、さらに（スケートボードの整備用として）スパナを所持していたことで怪しまれてしまった模様で、佐藤は前日に世界王座を獲ったことを説明したが警察官から信用してもらえず、約10分間、足止めを余儀なくされた。さらに、5月21日の練習後にも警察官に呼び止められたが、持参していたリュックからWBCのチャンピオンベルト（支援者との食事会で披露するためにベルトを持参していた）を取り出し、わずか2秒ほどで解放されたとのこと。
上京してからはガソリンスタンドで午前7時から午後5時までアルバイトをしており、世界タイトル獲得後も継続していた。本人は「今までの生活を崩して、歯車が狂うのが怖い。仕事を辞めたら遊んじゃいますよ」と語る。
アマチュアボクシングで大学へ推薦入学するが、アマチュアのしきたりが水に合わず大学を半年で中退し、より自由に活動出来る環境を求めプロへ転向。その後、ストイックな時期もあったが敗戦などを経験し「人生を楽しくするためにボクシングを選んだはず」との原点に立ち返り、ボクシングを“面白い遊び”として捉えるようになり世界チャンピオンまで登り詰めた。また練習方法もロードワークのほかには、ほぼスパーリングしか行わず、長時間行っても疲れるだけで怪我の確率も高まるとの考えから練習を1時間ほどで切り上げるなど、独自のボクシング観を持っていた。

## 来歴
中学3年生の時にボクシングを始め、高校時代はインターハイでベスト8、国体3位の成績を残した。
高校時代は五十嵐俊幸（WBC世界フライ級王者、当時・秋田県立西目高等学校で高校王者、後のアテネオリンピックアマチュアボクシング日本代表）と2度戦い、2度敗れた（五十嵐のブログより）。
2004年2月16日、プロデビュー戦は町一輝（白井・具志堅）に1-2の4R判定負けとなり、この後5連勝（うち4KO）を収めた。2005年9月28日、東日本スーパーフライ級新人王トーナメント準決勝で杉田純一郎（ヨネクラ）に1-2の判定負けを喫した。同年12月19日、山田義顕（新日本木村）とのバンタム級6回戦にフルマークの判定勝利を収めた。2007年4月16日、ゴーントラニー・ノーイナイスポーツスクール（タイ）との53.0kg契約8回戦に初回KO勝利を収めた。同年12月19日、石本康隆（帝拳）とのバンタム級8回戦に3-0の判定勝利を収めた。
2008年10月12日、日本スーパーフライ級ランカーとしての初試合となった大原康明（金子）との53.0kg契約8回戦に3-0の判定勝利を収めた。2009年7月3日、最強後楽園スーパーフライ級準決勝で日本スーパーフライ級5位として日本スーパーフライ級8位のジェロッピ瑞山（千里馬神戸）と対戦し、1-1の判定引分で勝者扱いとなった。同年10月11日、最強後楽園決勝戦で日本スーパーフライ級5位として日本スーパーフライ級2位の杉田純一郎と再戦し、7回1分08秒TKO勝ちを収め中広大悟への挑戦権を獲得した。またこの大会では敢闘賞にも選出された。
2010年5月1日、中広大悟の負傷により設置された日本スーパーフライ級暫定王座決定戦を日本スーパーフライ級1位としてWBA世界スーパーフライ級11位でWBC世界スーパーフライ級11位の翁長吾央（大橋）と争い、開始からしばらくは翁長のカウンターに主導権を譲ったが、3回から積極策に切り替えて挽回し、7回32秒TKO勝ちを収め王座を獲得した。佐藤はこの試合で翁長に勝利して王座戴冠を果たした試合内容が評価され、東日本ボクシング協会の平成22年5月度月間最優秀選手賞を受けた。
2010年9月25日、東京ビッグサイトで正規王者の中広大悟（広島三栄）と王座統一戦を行い、3-0（97-92、99-90、99-89）の判定勝ちを収め王座統一に成功、正規王座に認定された（記録上は初防衛）。
2010年12月6日、福本雄基（三谷大和）と対戦し、7回2分18秒TKO勝ちを収め2度目の防衛に成功した。
2011年4月9日、元OPBF東洋太平洋スーパーフライ級王者河野公平（ワタナベ）と対戦し、3-0の判定勝ちで3度目の防衛に成功した。
2011年8月4日、OPBF東洋太平洋スーパーフライ級王者赤穂亮（横浜光）と王座統一戦をする予定だったが赤穂の負傷で中止となり、代替試合として石崎義人（真正）と対戦し、3-0の判定勝ちを収め4度目の防衛に成功した。
2011年11月1日、大庭健司（FUKUOKA）と対戦し、4回1分19秒KO勝ちを収め5度目の防衛に成功した。
2012年1月13日、日本スーパーフライ級王座を返上した。
2012年3月27日、東京都文京区の後楽園ホールでWBC世界スーパーフライ級王者スリヤン・ソー・ルンヴィサイ（タイ）と対戦し、試合では第3ラウンドに2度のダウンを奪うなど序盤を優勢に進め、中盤から王者の粘り強い反撃に苦しむも怯むことなく闘い切り、12回3-0（116-110、2者が114-112）の判定勝ちを収めて王座を獲得した。
2012年7月8日、神奈川県横浜市の横浜文化体育館でWBC世界スーパーフライ級1位でシルバー王者シルベスター・ロペス（フィリピン）と対戦。序盤から試合をコントロールし、ロペスに付け入るスキを与えることなく12ラウンドを戦い、3-0の判定勝ちで初防衛に成功した。
2012年12月31日、東京・大田区の大田区総合体育館でOPBF東洋太平洋スーパーフライ級王者でWBC世界スーパーフライ級5位の赤穂亮（横浜光）と対戦し、最終ラウンドで照明が故障するというアクシデントがあったものの、3-0の判定勝ちで2度目の防衛に成功した。
2013年5月3日、シーサケート県のコンムアンスリ・スタジアムにて前王者スリヤンのオプション行使挑戦者でWBC世界スーパーフライ級8位のシーサケット・ソー・ルンヴィサイ（タイ）と対戦し、8回1分23秒TKO負けを喫し3度目の防衛に失敗、王座から陥落した。
2013年6月13日、東京都内のジムで記者会見をし、現役引退を表明した。
2013年11月20日、後楽園ホールにて引退試合として河野公平とエキシビションを行った。
2013年12月31日、テレビ東京で放送されたダブル世界戦「THE BEST OF BEST」にスペシャルレポーターとして出演。前座で協栄移籍第1戦を戦った高野人母美のセコンドも務めた。
引退後は故郷・盛岡に戻り現役時代のスポンサーだった「いわて門崎丑牧場」に入社、半年間の研修を経て、2014年4月10日にオープンした焼肉チェーン店「焼肉 チャレンジャー」の店長を任されている。

## 戦績
- アマチュアボクシング：32戦22勝 (2KO・RSC) 10敗
- プロボクシング：30戦26勝 (12KO) 3敗1分

| 戦           | 日付           | 勝敗 | 時間     | 内容    | 対戦相手                                   | 国籍       | 備考                                  |
| ------------ | -------------- | ---- | -------- | ------- | ------------------------------------------ | ---------- | ------------------------------------- |
| 1            | 2004年2月16日  | ★    | 4R       | 判定1-2 | 町一輝 （白井・具志堅S）                   | 日本       | プロデビュー戦                        |
| 2            | 2004年7月12日  | ☆    | 3R 1:17  | TKO     | 松井聡 （フォーラムS）                     | 日本       |                                       |
| 3            | 2004年10月4日  | ☆    | 4R       | 判定3-0 | 植木隆史 （草加有沢）                      | 日本       |                                       |
| 4            | 2005年3月25日  | ☆    | 2R 2:39  | KO      | 日名裕一 （F赤羽）                         | 日本       |                                       |
| 5            | 2005年5月27日  | ☆    | 1R 1:47  | KO      | 義澤慶直 （相模原ヨネクラ）                | 日本       |                                       |
| 6            | 2005年8月5日   | ☆    | 1R 1:48  | TKO     | 田畑光輝 （花形）                          | 日本       |                                       |
| 7            | 2005年9月28日  | ★    | 4R       | 判定1-2 | 杉田純一郎 （ヨネクラ）                    | 日本       |                                       |
| 8            | 2005年12月19日 | ☆    | 6R       | 判定3-0 | 山田義顕 （新日本木村）                    | 日本       |                                       |
| 9            | 2006年3月20日  | ☆    | 6R       | 判定3-0 | 塙繁紀 （協栄カヌマ）                      | 日本       |                                       |
| 10           | 2006年5月15日  | ☆    | 6R       | 判定3-0 | 殿村雅史 （F・I）                          | 日本       |                                       |
| 11           | 2007年4月16日  | ☆    | 1R 1:19  | TKO     | ゴーントラニー・ノーイナイスポーツスクール | タイ       |                                       |
| 12           | 2007年6月18日  | ☆    | 8R       | 判定3-0 | 殿村雅史 （角海老宝石）                    | 日本       |                                       |
| 13           | 2007年9月8日   | ☆    | 8R       | 判定3-0 | 室橋守 （帝拳）                            | 日本       |                                       |
| 14           | 2007年12月19日 | ☆    | 8R       | 判定3-0 | 石本康隆 （帝拳）                          | 日本       |                                       |
| 15           | 2008年3月22日  | ☆    | 3R 2:59  | KO      | ペットクロンパイ・ソーターンティップ       | タイ       |                                       |
| 16           | 2008年7月9日   | ☆    | 2R 2:00  | KO      | 原口清一 （草加有沢）                      | 日本       |                                       |
| 17           | 2008年10月12日 | ☆    | 8R       | 判定3-0 | 大原康明 （金子）                          | 日本       |                                       |
| 18           | 2009年3月3日   | ☆    | 1R 1:34  | TKO     | 白井一彰 （渡嘉敷）                        | 日本       |                                       |
| 19           | 2009年7月3日   | △    | 6R       | 判定1-1 | ジェロッピ瑞山 （千里馬神戸）              | フィリピン |                                       |
| 20           | 2009年10月11日 | ☆    | 7R 1：08 | TKO     | 杉田純一郎 （ヨネクラ）                    | 日本       |                                       |
| 21           | 2010年5月1日   | ☆    | 7R 0：32 | TKO     | 翁長吾央 （大橋）                          | 日本       | 日本スーパーフライ級暫定王座決定戦    |
| 22           | 2010年9月25日  | ☆    | 10R      | 判定3-0 | 中広大悟 （広島三栄）                      | 日本       | 日本王座防衛1（王座統一戦）           |
| 23           | 2010年12月6日  | ☆    | 7R 2:18  | TKO     | 福本雄基 （三谷大和S）                     | 日本       | 日本王座防衛2                         |
| 24           | 2011年4月9日   | ☆    | 10R      | 判定3-0 | 河野公平 （ワタナベ）                      | 日本       | 日本王座防衛3                         |
| 25           | 2011年8月4日   | ☆    | 10R      | 判定3-0 | 石崎義人 （真正）                          | 日本       | 日本王座防衛4                         |
| 26           | 2011年11月1日  | ☆    | 4R 2:19  | KO      | 大庭健司 （FUKUOKA）                       | 日本       | 日本王座防衛5                         |
| 27           | 2012年3月27日  | ☆    | 12R      | 判定3-0 | スリヤン・ソー・ルンヴィサイ               | タイ       | WBC世界スーパーフライ級タイトルマッチ |
| 28           | 2012年7月8日   | ☆    | 12R      | 判定3-0 | シルベスター・ロペス                       | フィリピン | WBC防衛1                              |
| 29           | 2012年12月31日 | ☆    | 12R      | 判定3-0 | 赤穂亮 （横浜光）                          | 日本       | WBC防衛2                              |
| 30           | 2013年5月3日   | ★    | 8R 1:23  | TKO     | シーサケット・ソー・ルンヴィサイ           | タイ       | WBC王座陥落                           |
| テンプレート |                |      |          |         |                                            |            |                                       |

## 獲得タイトル
- 第2回最強後楽園スーパーフライ級優勝（敢闘賞）
- 日本スーパーフライ級暫定王座（防衛1）
- 第34代日本スーパーフライ級王座（防衛4=返上）
- WBC世界スーパーフライ級王座（防衛2）

## 受賞歴
- プロ・アマチュア年間表彰
  - 2012年度プロ部門 敢闘賞
  - 2013年度プロ部門 特別賞
- 盛岡市市民栄誉賞（2012年）[29]